# Sistema Huautla
Sistema Huautla – jaskinia krasowa w Meksyku, w stanie Oaxaca, w górach Sierra Madre Wschodnia.
Sistema Huautla jest najgłębszą jaskinią krasową w Ameryce.